# 薪能

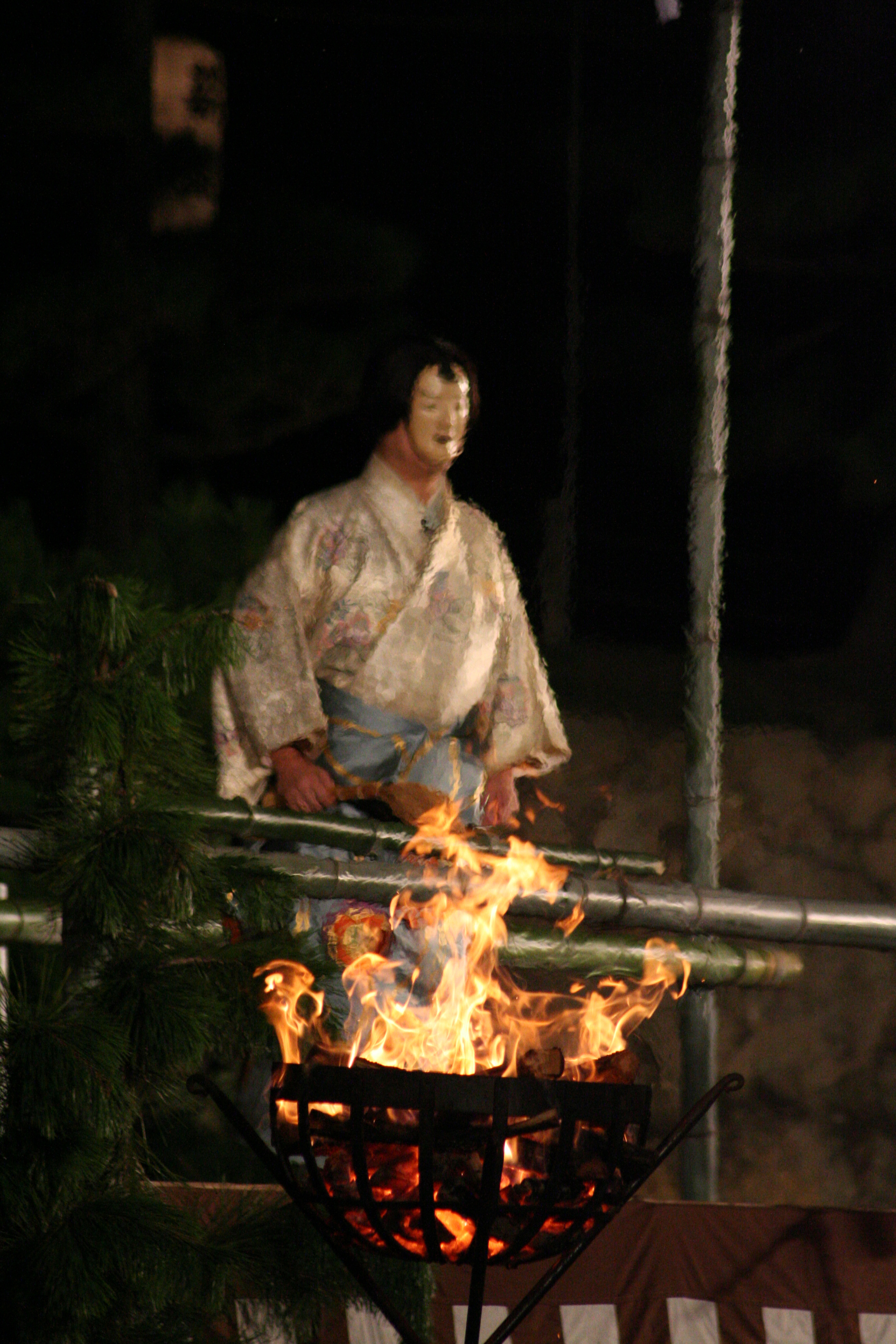
薪能(姫路城にて撮影)

薪能（たきぎのう）は、主として夏場の夜間、能楽堂、もしくは野外に臨時に設置された能舞台の周囲にかがり火を焚いて、その中で特に選ばれた演目を演じる能楽。

## 概説
薪能の起源は、興福寺西金堂で催される修二会において、その行事として始められた薪猿楽（薪御能、たきぎおのう）である。興福寺西金堂跡には「薪御能発祥の地」の碑が建っている。興福寺で修二会が催されるようになったのは貞観11年（869年）であるが、薪猿楽（薪御能）が始まった時期は定かではなく、記録では建長7年（1255年）の記録が初出とされるが、鎌倉時代初期には演じられていたと考えられている。
元々は法呪師が悪魔祓い、追儺をする儀式であったが、後に大和猿楽四座が猿楽を奉納する儀式となった。江戸時代には大和猿楽四座が江戸幕府お抱えとなって奈良を離れたため、二座が交代で参勤する形になり、明治維新まで続いた。
ただし、この薪御能は「薪迎え」と呼ぶ儀式を猿楽に真似させて神事芸能とした伝統行事で、後年に各地で開催されるようになった薪を焚いて演じる野外能の薪能とは性格が異なるとされる。
本来は神仏に薪をお供えする儀式であったが、次第に華やかになり、日本各地で特色のある薪能が催され江戸時代に最盛期を迎えた。明治時代以降いったん下火になったが、薪能の魅力が再認識され、社寺境内や御苑、城跡などで催されるようになっている。

## 各地の薪能
薪能は神社仏閣（日前神宮・国懸神宮、平安神宮、長田神社、増上寺、神田明神、生国魂神社、称名寺など）や庭園（大阪城西の丸庭園、新宿御苑、愛知県小牧城麓など）で催されている。
- 京都薪能（平安神宮、6月、1950年（昭和25年）から開催[4]）
- 鎌倉薪能（神奈川県鎌倉市、10月、1959年（昭和34年）から開催[5]。サザンオールスターズの楽曲「通りゃんせ」には鎌倉薪能がモチーフになったフレーズが存在する[6]）
- 川崎大師薪能（川崎大師平間寺、5月下旬、1974年（昭和49年）から開催[3]）
- 練馬薪能（練馬区立石神井松の風文化公園、9月もしくは10月、2016年（平成28年）練馬区独立70周年イベントが初演[7]。以降継続的に行われている[8]）
- 斎宮奉納薪能（三重県明和町、2023年（令和5年）11月が初演。能演目「絵馬」と縁がある地域であり、日本遺産「さいくう平安の杜」で上演。かかり火は使用せず、最新のデジタル技術であるプロジェクションマッピングを活用。2024（令和6年）2月に2度目の上演）
- 長良川薪能（岐阜県岐阜市、1986年（昭和61年）初演。毎年8月下旬から9月上旬に長良川河畔に特設の舞台を設置して上演。[9]）
- 天下一薪能（宮崎県延岡市、1997年（平成9年）初演。毎年秋に延岡城址で開催される薪能。[10]）